# Chaetura fumosa
Chaetura fumosa е вид птица от семейство Бързолетови (Apodidae).

## Разпространение
Видът е разпространен в Колумбия, Коста Рика и Панама.